# Paraprasina
Paraprasina là một chi bướm đêm thuộc họ Geometridae.